# Pseudarthria macrophylla
Pseudarthria macrophylla är en ärtväxtart som beskrevs av John Gilbert Baker. Pseudarthria macrophylla ingår i släktet Pseudarthria och familjen ärtväxter. Inga underarter finns listade i Catalogue of Life.